# نوتنی در انسان

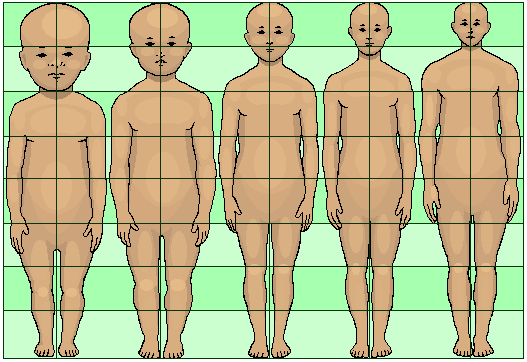
با بالغ شدن انسان، سر انسان به نسبت کوچکتر و پاها به نسبت بلندتر می‌شود. این به این معنی است که سرهای نسبتاً بزرگ و پاهای کوتاه نسبتاً از ویژگی‌های نوتنی برای بزرگسالان هستند.

نوتنی در انسان (انگلیسی: Neoteny in humans) حفظ صفات نوجوانی تا بزرگسالی است. این روند در انسان به‌ویژه زمانی که با نخستی‌سانان غیرانسانی مقایسه می‌شود، بسیار تقویت می‌شود. ویژگی‌های نوتنی سر عبارتند از: جمجمه کروی؛ نازکی استخوان‌های جمجمه، کاهش برآمدگی ابرو، مغز بزرگ، پهن شدن و پهن شدن صورت. صورت بدون مو، مو در (بالای) سر، چشم‌های بزرگتر، شکل گوش، بینی کوچک، دندان‌های کوچک و فک بالا و فک پایین کوچک.